# Rourea camptoneura
Rourea camptoneura là một loài thực vật có hoa trong họ Connaraceae. Loài này được Ludwig Adolph Timotheus Radlkofer miêu tả khoa học đầu tiên năm 1886.

## Phân bố
Loài này có tại Bolivia, Brasil (bắc, tây trung), Colombia, Ecuador, Peru.